# Dicranoloma deplanchei
Dicranoloma deplanchei là một loài Rêu trong họ Dicranaceae. Loài này được (Duby) Paris mô tả khoa học đầu tiên năm 1904.